# محمود زعيتر
محمود خميس عبد العزيز أبو زعيتر (1 مايو 1985 -) ممثل كوميدي ومخرج فلسطيني، ولد في دير البلح بقطاع غزة. درس الثانوية في مدارس وكالة الغوث للاجئين، نال شهادة التمريض من الخدمات الطبية العسكرية وعمل فيها فترة من الزمن، لكنه تركها بعد مدة قصيرة لإنه لم يجد نفسه في غرف الطوارئ، انضم بعدها لجامعة الأزهر لينال درجة البكالوريوس في اللغة العربية والإعلام. بدأ مشواره الفني في المسرح الجامعي وشارك في العديد من المسرحيات والمسلسلات التلفزيونية. اشتهر بأدواره الكوميدية في مسلسل اللعبة.
له حساب على الإنستغرام يتابعه أكثر من 2.5 مليون شخص وقناة على اليوتيوب تحظى بمشاهدات عالية.

## حياته العملية
لم يجد محمود زعيتر وظيفة بعد تخرجه من الجامعة، فتوجه للمشاركة في البرنامج الساخر" بس يا زلمة" الذي كان أشهر برنامج شبابي يحاكي مشاكل المجتمع الفلسطيني وتحديداً المجتمع الغزي من خلال سكيتشات كوميدية، وانتقل بعدها لتقديم برنامج " ترانزيت" الذي لعب فيه دور الإعلامي الساخر بإطلالة فلسطينية ترفيهية. وكان يستعد لإطلاق النسخة الثانية من برنامج بس يا زلمة لكن الحرب الفلسطينية الإسرائيلية 2023 أوقفت العمل عليه. 

## أدواره التمثيلية
شارك زعيتر في تمثيل العديد من المسلسلات ومنها:
- مسلسل الوصية، جسد فيه شخصية عسكري، عام 2018.
- مسلسل خمسة ونص، جسد فيه شخصية مخبر، عام 2019.
- مسلسل النمر، جسد فيه شخصية عسكري، عام 2019.
- مسلسل اللعبة بأجزاءه الثلاث، جسد فيه شخصية أبو سليم، عام 2020 و2021، 2023.
- مسلسل الكبير أوي الجزء السادس، جسد فيه شخصية أبو كرش، عام 2022.
- مسلسل مكتوب عليا، جسد فيه شخصية علاء، عام 2022.

## استهداف منزله
في 23 فبراير 2024 تم قصف منزل عائلة زعيتر في دير البلح بغارة جوية إسرائيلية، مما أدى لاستشهاد أكثر من 22 شخص وإصابة أخرين وذلك خلال الحرب الفلسطينية الإسرائيلية 2023